# I segreti di Londra
I segreti di Londra è un saggio storico scritto da Corrado Augias e pubblicato da Mondadori nel 2003.

## Trama
Il libro racconta i luoghi della capitale britannica, come Trafalgar Square, la Torre di Londra e l'East Side, svelando storie e misteri che si nascondono dietro le vie, i monumenti e i parchi londinesi. Racconta di personaggi protagonisti del loro tempo come Anna Bolena, Francis Drake, Karl Marx, i Beatles, Lady Diana e molti altri. Guerre, amori, denaro fanno da sfondo a un viaggio che spazia temporalmente dall'epoca elisabettiana, all'epoca vittoriana, passando per la Seconda guerra mondiale, per arrivare agli anni Sessanta. Questa lettura può divenire una guida originale e intelligente a una delle capitali più visitate d'Europa.

## Edizioni
Corrado Augias, I segreti di Londra: storie, luoghi e personaggi di una capitale, Milano, Arnoldo Mondadori Editore, 2003,  p. 447, ISBN 8804498633.